# Fußball-Weltmeisterschaft 2014/Qualifikation (OFC)

Der Kontinentalverband OFC

Die elf Verbände der Ozeanischen Fußball-Konföderation (OFC) spielten in der Qualifikation zur Fußball-Weltmeisterschaft 2014 um das Startrecht in der interkontinentalen Entscheidungsbegegnung gegen den Viertplatzierten der amerikanischen CONCACAF-Qualifikation. Am 22. März 2013 wurde Neuseeland durch einen 2:1-Sieg gegen den direkten Verfolger Neukaledonien vorzeitig Gruppensieger, unterlag aber in den Entscheidungsspielen Mexiko, sodass der OFC 2014 keinen WM-Teilnehmer stellt.

## Reglement der FIFA
Gemäß FIFA-Regularien konnten die Vorrundenspiele in Form von Gruppenspielen und Pokalspielen jeweils in Hin- und Rückspielen ausgetragen werden oder in Ausnahmefällen in Turnierform in einem der beteiligten Länder. In den Gruppenspielen wurden drei Punkte für einen Sieg vergeben und je einer für ein Unentschieden. Es entschieden folgende Kriterien:
1. höhere Anzahl Punkte
2. bessere Tordifferenz
3. höhere Anzahl erzielter Tore
4. höhere Anzahl Punkte aus den Direktbegegnungen zwischen den punkt- und torgleichen Mannschaften
5. bessere Tordifferenz aus den Direktbegegnungen zwischen den punkt- und torgleichen Mannschaften
6. höhere Anzahl Tore aus den Direktbegegnungen zwischen den punkt- und torgleichen Mannschaften
7. höhere Anzahl Auswärtstore aus den Direktbegegnungen zwischen den punkt- und torgleichen Mannschaften, wenn nur zwei Mannschaften betroffen sind. (Nur in der dritten Runde)

Hätten zwei Mannschaften gemäß diesen Kriterien gleich abgeschnitten, hätte ein Entscheidungsspiel angesetzt werden können. Dieser Fall trat nicht ein.

## Modus
Die Qualifikation und die Vorrunde der Ozeanienmeisterschaft war zugleich Teil der WM-Qualifikation. Die Qualifikation für die Ozeanienmeisterschaft fand nicht wie 2007 im Rahmen der Pazifikspiele statt, sondern die vier schwächsten Mannschaften Ozeaniens spielten im November 2011 ein Turnier auf Samoa. Der Sieger nahm vom 1. bis 6. Juni 2012 an der Vorrunde der Ozeanienmeisterschaft auf den Salomonen teil. Die anschließenden Halbfinal- und Finalspiele vom 8. bis 10. Juni hatten keinen Einfluss auf die Qualifikation zur Weltmeisterschaft, denn im Unterschied zu den früheren Ausgaben erhielt diesmal der Ozeanienmeister Tahiti nicht automatisch den Platz für die Play-off-Spiele. Stattdessen fand von September 2012 bis März 2013 eine dritte Runde statt, in der die vier Halbfinalisten in einer Gruppe mit Hin- und Rückspielen den Ozeanienteilnehmer bestimmten. Dies führte dazu, dass Ozeanienmeister und Ozeanienvertreter unterschiedliche Mannschaften waren.

## Erste Runde
Die vier leistungsschwächsten Mitglieder der OFC (gemäß der Weltrangliste) spielten im Ligasystem vom 22. bis 26. November 2011 im Toleafoa J. S. Blatter Soccer Stadium in Apia auf Samoa den achten Teilnehmer des Hauptturnieres aus. Diese Qualifikation stellte gleichzeitig die 1. Runde der Ozeanien-Qualifikation für die Fußball-Weltmeisterschaft 2014 dar.
| Pl. | Team               | Sp. | S | U | N | Tore    | Diff. | Punkte |
| --- | ------------------ | --- | - | - | - | ------- | ----- | ------ |
| 1.  | Samoa              | 3   | 2 | 1 | 0 | 005:300 | +2    | 07     |
| 2.  | Amerikanisch-Samoa | 3   | 1 | 1 | 1 | 003:300 | ±0    | 04     |
| 3.  | Tonga              | 3   | 1 | 1 | 1 | 004:400 | ±0    | 04     |
| 4.  | Cookinseln         | 3   | 0 | 1 | 2 | 004:600 | −2    | 01     |

| 22.11.2011 | Amerikanisch-Samoa | – | Tonga      | 2:1 (1:0) |
| 22.11.2011 | Cookinseln         | – | Samoa      | 2:3 (1:2) |
| 24.11.2011 | Amerikanisch-Samoa | – | Cookinseln | 1:1 (1:0) |

## Zweite Runde
Der OFC-Nationen-Pokal fand vom 1. bis 10. Juni 2012 im Lawson Tama in Honiara, der Hauptstadt der Salomonen statt. Die Gruppenspiele des OFC-Nationen-Pokals stellten gleichzeitig die 2. Runde der Ozeanien-Qualifikation für die Fußball-Weltmeisterschaft 2014 dar.

### Gruppe A
| Pl. | Team          | Sp. | S | U | N | Tore    | Diff. | Punkte |
| --- | ------------- | --- | - | - | - | ------- | ----- | ------ |
| 1.  | Tahiti        | 3   | 3 | 0 | 0 | 018:500 | +13   | 09     |
| 2.  | Neukaledonien | 3   | 2 | 0 | 1 | 017:600 | +11   | 06     |
| 3.  | Vanuatu       | 3   | 1 | 0 | 2 | 008:900 | −1    | 03     |
| 4.  | Samoa         | 3   | 0 | 0 | 3 | 001:240 | −23   | 0      |

| 01.06.2012 | Samoa   | – | Tahiti        | 1:10 (0:4) |
| 01.06.2012 | Vanuatu | – | Neukaledonien | 02:5 (0:1) |
| 03.06.2012 | Vanuatu | – | Samoa         | 05:0 (2:0) |

### Gruppe B
| Pl. | Team            | Sp. | S | U | N | Tore    | Diff. | Punkte |
| --- | --------------- | --- | - | - | - | ------- | ----- | ------ |
| 1.  | Neuseeland      | 3   | 2 | 1 | 0 | 004:200 | +2    | 07     |
| 2.  | Salomonen       | 3   | 1 | 2 | 0 | 002:100 | +1    | 05     |
| 3.  | Fidschi         | 3   | 0 | 2 | 1 | 001:200 | −1    | 02     |
| 4.  | Papua-Neuguinea | 3   | 0 | 1 | 2 | 002:400 | −2    | 01     |

| 02.06.2012 | Fidschi         | – | Neuseeland      | 0:1 (0:1) |
| 02.06.2012 | Salomonen       | – | Papua-Neuguinea | 1:0 (1:0) |
| 04.06.2012 | Papua-Neuguinea | – | Neuseeland      | 1:2 (0:1) |

## Dritte Runde
Die Auslosung für die dritte Runde, offiziell 2014 FIFA World Cup Brasil OFC Stage 3 Qualifiers, fand am 26. Juni 2012 in Auckland statt.
| Pl. | Team          | Sp. | S | U | N | Tore    | Diff. | Punkte |
| --- | ------------- | --- | - | - | - | ------- | ----- | ------ |
| 1.  | Neuseeland    | 6   | 6 | 0 | 0 | 017:200 | +15   | 18     |
| 2.  | Neukaledonien | 6   | 4 | 0 | 2 | 017:600 | +11   | 12     |
| 3.  | Tahiti        | 6   | 1 | 0 | 5 | 002:120 | −10   | 03     |
| 4.  | Salomonen     | 6   | 1 | 0 | 5 | 005:210 | −16   | 03     |

| 07.09.2012 | Honiara  | Salomonen     | – | Tahiti        | 2:0 (1:0) |
|            | Nouméa   | Neukaledonien | – | Neuseeland    | 0:2 (0:2) |
| 11.09.2012 | Papeete  | Tahiti        | – | Neukaledonien | 0:4 (0:0) |
|            | Auckland | Neuseeland    | – | Salomonen     | 6:1 (2:0) |
| 12.10.2012 | Papeete  | Tahiti        | – | Neuseeland    | 0:2 (0:1) |
|            | Honiara  | Salomonen     | – | Neukaledonien | 2:6 (1:2) |

## Play-off gegen CONCACAF-Vertreter
Für das Play-off um einen Startplatz bei der Fußball-Weltmeisterschaft 2014 in Brasilien war Neuseeland als Sieger der dritten Runde qualifiziert.
- Neuseeland –  Mexiko

Neuseeland verlor am 13. November 2013 das Hinspiel mit 1:5 und das Rückspiel am 20. November mit 2:4 und konnte sich somit nicht für die WM-Endrunde 2014 qualifizieren.

## Beste Torschützen
Die FIFA zählt auch die in Klammern genannten Tore im Halbfinale, Spiel um Platz 3 und im Finale der Ozeanienmeisterschaft mit, die keinen Einfluss auf die WM-Qualifikation hatten.
| Rang                                                                        | Name                 | Tore  |
| --------------------------------------------------------------------------- | -------------------- | ----- |
| 1                                                                           | Georges Gope-Fenepej | 8 (1) |
| 2                                                                           | Jacques Haeko        | 7     |
| 2                                                                           | Chris Wood           | 7 (3) |
| 4                                                                           | Bertrand Kaï         | 5 (1) |
| 4                                                                           | Shane Smeltz         | 5 (1) |
| 4                                                                           | Lorenzo Tehau        | 5     |
| 7                                                                           | Roy Kayara           | 4     |
| 7                                                                           | César Lolohéa        | 4     |
| 7                                                                           | Alvin Tehau          | 4     |
| 7                                                                           | Jonathan Tehau       | 4 (1) |
| 7                                                                           | Benjamin Totori      | 4 (2) |
| Quelle: fifa.com, Stand: 13. November 2013 (inkl. Interkontinental-Playoff) |                      |       |